# Joe Roth
Joe Roth (Nueva York, Estados Unidos, 13 de junio de 1948) es un director y productor de cine estadounidense. Más conocido por su trabajo en distintas películas de disney como Alicia en el país de las maravillas, Oz the Great and Powerful, Maleficent, entre otras.

## Carrera
Fue copropietario de Morgan Creek Productions en 1987, presidente de 20th Century Fox desde 1989 de 1993, presidente de Caravan Pictures entre 1993 y 1994 y presidente de Walt Disney Studios desde 1994 hasta 2000, cuando fundó Revolution Studios.
El 13 de noviembre de 2007, fue nombrado propietario mayoritario de Seattle Sounders FC.
Entre otras películas, ha producido La pareja del año, La sonrisa de Mona Lisa, Hollywood Homicide, Mientras dormías y The great debaters. Vanity Fair publicó la lista de los Top 40 celebridades de Hollywood con más ingreso a lo largo de 2010. Roth fue clasificado en la posición 12 en la lista, ganó un estimado $28.5 millones por sus películas.

## Filmografía notable

### Director
- Calles de oro (1986)
- La revolución de los novatos (1987)
- El cadillac azul (1990)
- La pareja del año (2001)
- Una Navidad de locos (2004)
- El color del crimen (2006)

### Productor
- Antes y después (1996)
- Hellboy 2: el ejército dorado (2008)
- Alicia en el país de las maravillas (2010)
- Blanca Nieves y el cazador (2012)
- Oz: el poderoso (2013)
- Maleficent (2014)
- En el corazón del mar (2014)
- Milagros del cielo (2016)
- El cazador y la reina del hielo (2016)
- Alicia a través del espejo (2016)
- xXx: Return of Xander Cage (2017)